# IBEX Medium Cap
Der IBEX Medium Cap-Index ist ein spanischer Aktienindex, der 20 Unternehmen umfasst, die gemäß ihrer Marktkapitalisierung auf die Unternehmen des IBEX-35-Index folgen.

## Zusammensetzung
(Stand: November 2024)
| Unternehmen                | Branche                       | Logo | Indexgewichtung in % |
| -------------------------- | ----------------------------- | ---- | -------------------- |
| Almirall                   | Pharmazie                     |      |                      |
| Atresmedia                 | Medien                        |      |                      |
| CAF                        | Schienenfahrzeugbau           |      |                      |
| CIE Automotive             | Automobilzulieferer           |      |                      |
| Dominion Global            | Mischkonzern                  |      |                      |
| Ebro Foods                 | Nahrungsmittel                |      |                      |
| eDreams Odigeo             | Touristik                     |      |                      |
| Elecnor                    | Infrastruktur                 |      |                      |
| Ence                       | Zellstoff                     |      |                      |
| FAES Farma                 | Pharma                        |      |                      |
| Gestamp Automoción         | Metallverarbeitung            |      |                      |
| Lar España Real Estate     | Immobilien                    |      |                      |
| Linea Directa              | Telekommunikation             |      |                      |
| Meliá Hotels International | Hotel- und Gaststättengewerbe |      |                      |
| Neinor Homes               | Immobilien                    |      |                      |
| Pharma Mar                 | Pharmazie                     |      |                      |
| Tubacex                    | Stahlrohre                    |      |                      |
| Técnicas Reunidas          | Bau                           |      |                      |
| Vidrala                    | Glasherstellung               |      |                      |
| Viscofan                   | Nahrungsmittel                |      |                      |